# ورنا مایر
ورنا مایر (آلمانی: Verena Mayr؛ زادهٔ ۱ فوریهٔ ۱۹۹۵) ورزشکار زن هفت‌گانه اهل اتریش است.